# ACDSee
ACDSee — умовно-безкоштовна програма для перегляду і організації зображень для Microsoft Windows, а так само для Mac OS X, що випускається ACD Systems. Містить численні інструменти для обробки зображень, у тому числі і пакетної. В останніх версіях має два режими перегляду: швидкий, в якому доступні тільки інструменти повороту зображення і зміна масштабу, і повний, з завантаженням всіх інструментів обробки.

## Особливості
- Прискорений пошук зображень за допомогою Quick Search Bar.
- Швидкий перегляд RAW зображень.
- Розширена підтримка RAW форматів від цифрових камер Nikon, Canon, Konica-Minolta, Olympus, Fuji і Pentax, включаючи популярні нові DSLR моделі: Nikon D3X, Nikon D7000, Canon EOS-1Ds Mark III, Canon EOS 600D, Pentax K-5 і Olympus E-5.
- Потужні засоби обробки RAW форматів дають користувачеві повний контроль над зображеннями за допомогою точних інструментів для корекції балансу білого, різних дефектів, різкості і перешкод.
- Повна підтримка управління кольором для ICC і ICM колірних профілів.
- Можливість візуальної маркування дозволяє швидко сортувати і вибирати потрібні фотографії.
- Інтегрована підтримка DNG (Digital Negative Specification) RAW формату.
- Редагування наборів з тисяч фотографій з одночасним використанням безлічі функцій.
- Інтегрована IPTC підтримка для взаємодії з PhotoShop Captions.
- Вміє синхронізувати фотографії через додаток ACDSee Mobile Sync для перенесення медіаконтенту з мобільних пристроїв[3]
- Водяні знаки на фотографіях з графікою або текстом для віддзеркалення авторських прав і прав власності, а також можливість накладення на певні фотографії бізнес-інформації.
- Інструмент Затінення / Виділення дозволяє зробити яскравіше тільки темні ділянки фотографії, затінити занадто яскраві або зробити і те, і інше одночасно.
- Шаблони HTML альбомів створені з метою задоволення професійних потреб користувачів. Їх можна настроїти, додавши контактну інформацію, логотип компанії, а також іншу інформацію, відповідну бізнесу користувача.
- Налаштовуваний браузер, «гарячі» клавіші і метадані відповідають всім персональним вимогам користувачів і спрощують технологічний процес.
- Можливості швидкого редагування дозволяють легко усувати різні спотворення.
- З недавнього часу з'явилася також версія Pro для Mac OS X
- Людям які придбали ліцензійну ACDSee Pro надається безкоштовний доступ до online сховища фотографій ACDSee online

ACDSee — торговельна марка ACD Systems, включає в себе серію програм:
- ACDSee Pro
- ACDSee Free
- ACDSee Photo Manager
- ACDSee Photo Editor
- ACDSee Powerpack
- ACDSee Mobile for PalmOS

Для зручної роботи з фотографіями та частково медіафайлами: каталогізація, пошук зображень, конвертація, слайдшоу, запис на CD/DVD, публікація в Інтернеті, редагування фото.